# Iwona Mironiuk
Iwona Mironiuk (* 4. Juni 1969 in Bialystok) ist eine polnische Pianistin.
Mironiuk studierte an der Fryderyk-Chopin-Universität für Musik Klavier bei Bronisława Kawalla und Kammermusik bei Jerzy Marchwiński. Es schlossen sich ein Aufbaustudium für Aufführung zeitgenössischer Musik bei Szabolcs Esztényi sowie Meisterkurse bei Pavel Gililov in Lübeck und Rudolf Buchbinder in Zürich an.
Sie nahm an mehreren Musikfestivals, u. a. beim Warschauer Herbst, teil und trat als Kammermusikerin mit Solisten wie Szabolcs Esztényi, Stanisław Skoczyński, Alina Maria Mleczko und Tomasz Strahl auf. Weiterhin arbeitete sie mit der Polnischen Gesellschaft für Zeitgenössische Musik, spielte in den Künstlerkellern von Wanda Warska und Andrzej Kurylewicz sowie von Ryszard Ostromęcki und gab Konzerte mit dem Polnischen Rundfunk- und dem Polnischen Rundfunksinfonieorchester, dem Deutschen Kammerorchester und dem Hiroshima Symphony Orchestra.
Mironiuk spielte Solowerke und Kammermusik von Waldemar Miksa, Iwona Kisiel, Maciej Żółtowski, Tadeusz Wielecki, Hanna Kulenta, Szabolcs Esztényi, Anna Ignatowicz, Carter Panna und Joe Cutler. Für das Label DUX spielte sie eine monographische Aufnahme mit Werken für Soloklavier von Zygmunt Krauze und Werken für zwei Klaviere von Szabolcs Esztenyi mit dem Komponisten sowie ein Album mit Werken von Andrzej Kurylewicz ein. Sie unterrichtet Kammermusik an der Fryderyk-Chopin-Universität für Musik.